# 阪急バス茨木営業所
阪急バス茨木営業所（はんきゅうバスいばらきえいぎょうしょ）は、大阪府茨木市上郡にある阪急バスの営業所。
最寄りの停留所は「中河原南口」「茨木営業所前」で、所内には阪急バスの車検整備を担う子会社・阪急阪神エムテックの本社工場が併設されている。営業所表記は「茨」。

## 概要
阪急バスの親会社・阪急電鉄の前身である『京阪神急行電鉄』から京阪電鉄が分離独立したのに伴い、1951年に京阪自動車（現・京阪バス）から譲渡された。譲渡当初は末広町6番25号に所在し、現在の石橋線の元となる石橋枚方線の一部や、茨木市北部・豊能町・富田などへの路線を運行していた。
現在は茨木市や箕面市東部を中心に、豊中市・吹田市・池田市・豊能町まで、幅広い地域をカバーする路線群を担当している。以前は、高槻市・島本町・摂津市・京都府亀岡市へ乗り入れる路線もあった。
1975年から1985年までは、阪急バスがデマンドシステムを改良した業界初となる「ミディバス」（コールモービルシステム）の運行を担当していた。

## 現行路線
阪急バス屈指の管轄路線数の多さを誇り、その中でも主に「阪急茨木市駅・JR茨木駅発着路線」「千里中央・阪急北千里駅発着路線」「阪急箕面駅・箕面萱野駅発着路線」の3つに大別される。
茨木発着路線については、特記がない限り阪急茨木市駅では2のりばからの発車となる。またJR茨木駅において、阪急茨木市駅行きは全て2のりばから発車。

### 石橋線
茨木発着ではメインとなる系統群で、茨木市街地から国道171号線を西へ進み、箕面市を抜けて池田市の阪急石橋阪大前駅へ向かう石橋系統と、茨木市中西部の郡山団地周辺を循環する郡山団地系統に大別される。元々はこれら2系統は「石橋線」「郡山団地線」と独立した路線であったが、のちに統合され「石橋郡山団地線」となり、2021年12月18日改正時点ではこれらの総称が「石橋線」に改められていた。

#### 石橋系統
国道171号を経由して、茨木と石橋を結ぶ長距離幹線。
京阪バス時代の石橋枚方線がルーツとなる、歴史のある路線である。同社からの譲渡以後は従来の路線と結合させ、石橋よりさらに先、兵庫県西宮市の香枦園浜まで運行されていた。後の長距離路線の整理により分断され、現在の石橋線とのちに廃止となる豊中西宮線に分断された。
阪急茨木市駅（西口） - JR茨木駅間は道路渋滞が恒常的に発生しており、渋滞による遅延を避けるためJR茨木駅発着を中心とし、阪急茨木市駅発着は一部便のみ（昼間は2時間に1本）である。近年は阪急発着も増加傾向にある。
JR茨木駅 - 阪急石橋阪大前駅間の所要時間は約50分弱。
茨木インターチェンジ付近から石橋付近までは基本的に国道171号を辿っていく系統だが、郡山団地系統の運行経路との兼ね合いで宿川原停留所付近で石橋行きのみ国道から分岐する。
茨木市内の国道区間は数多くの企業の営業所が立地しそれらへの通勤バスとしての側面が強く、利用者は茨木発着の阪急バス路線としては屈指の多さである。特に小林製薬中央研究所については、同所への社員輸送を目的とした豊川一丁目行き直行便が存在する。
2024年3月23日の北大阪急行の箕面萱野駅延伸後も、この系統は同駅のロータリーには乗り入れていない。代わりに同日の改正で近接する国道上の「萱野小学校前」停留所を「箕面萱野駅南」に改称した。
関西学院千里国際中等部・高等部に通う学生向けに、最寄停留所である「新家」（石橋方面行き）・「箕面墓地前」（茨木方面行き）では英語の車内放送が流される。また区間便を除き、LED行先表示機で系統番号を網掛け表示する。方向幕時代は流れ星のマークがあしらわれていた。
茨木・石橋間通しの運賃は大人270円・小児140円である。
JR茨木駅では一部を除き7のりば、阪急石橋阪大前駅では3のりばから発車。
- 92系統：阪急茨木市駅（西口） - JR茨木駅 - 春日 - 中河原南口 - 下井 - 宿川原 - 豊川一丁目 - 清水 - 小野原 - 新家 - 今宮 - 箕面萱野駅南 - 芝西 - 箕面高校前 - 南桜井 - 阪急石橋阪大前駅
  - JR茨木駅 - 阪急石橋阪大前駅間は日中20分に1本の頻度で運行され、JR茨木駅に乗り入れる阪急バス路線では運行本数が最も多い。ただし茨木側からの最終便は21時台と比較的早くなっており、深夜バスの設定もない。
  - 2021年改正で平日朝にJR茨木駅 → 豊川一丁目の区間便が1便新設された。この便は、系統番号は石橋系統の他の便と同様92であるが、JR茨木駅では直行便と同じく8のりばから発車する。
  - この他JR茨木駅 - 小野原、下井 → 阪急石橋阪大前駅、阪急石橋阪大前駅 → 茨木営業所前の区間便が運行されている。
- 直行：JR茨木駅 → 豊川一丁目
  - 2005年頃から「臨時」と称しつつ毎朝7時台に2便の定期運行を行っている（復路はなし[注 5]）。現在は臨時との記載はなく単に「直行」として運行される。
  - JR茨木駅では8のりばから発車。

#### 郡山団地系統
茨木市街地から郡山団地へと向かう路線。2015年4月のダイヤ改正で茨木ヒルズ方面へ一部経路変更が行われ、概ね現在の運行経路となっている。
JR茨木駅では8のりばから発車。
- 90系統：阪急茨木市駅（西口） → JR茨木駅 → 春日 → 中河原南口 → 下井 → 宿川原 → 郡山団地 → 茨木ヒルズ → 鍛冶屋橋[経路 1] → 宿川原 → 下井 → 中河原南口 → 春日 → JR茨木駅 → 阪急茨木市駅（西口）
  - 循環系統が基本で、朝夕はJR茨木駅発着の比率が高くなる。区間便も含め、昼間は1時間に2本程度設定されている。
  - 郡山団地止まり、鍛冶屋橋止まり（2021年12月改正で新設）が阪急発・JR発ともに設定されている。また夜間のJR茨木駅発の3本は郡山団地を巡回後、茨木営業所前で運転打ち切りとなる。
  - 郡山団地始発の駅行きもJR・阪急ともに存在する。
  - かつて下井 → JR茨木間ノンストップの急行便も運行されていた。
  - JR茨木駅から清水までは93系統と同一ルートで、さらに直進して小野原まで向かう便も含まれる。22時台に1本、平日は深夜バスとして23時台にも1本運行。
  - 上記の他に、JR茨木駅発鍛冶屋橋行き最終が平日・土休日共に深夜バスとして運行される。

- 91系統：豊川四丁目 → 清水 → 豊川一丁目 → 宿川原 → 下井 → 中河原南口 → 春日 → JR茨木駅 → 阪急茨木市駅（西口）
  - 93系統の復路に相当するが、道路の都合で郡山団地は経由しない。朝夕の一部便はJR茨木駅止まり。
  - 豊川四丁目停留所が道祖本診療所前を名乗っていた頃は往路も運行されていた。
- 93系統：阪急茨木市駅（西口） → JR茨木駅 → 春日 → 中河原南口 → 下井 → 宿川原 → 郡山団地 → 茨木ヒルズ → 鍛冶屋橋 → 豊川一丁目 → 清水 → 豊川四丁目
  - 郡山団地周辺を巡回し、国道171号線に合流した後さらに分岐して豊川四丁目へ向かう。朝夕の一部便はJR茨木駅始発。
  - 豊川四丁目停留所は2008年4月改正までは「道祖本診療所前」、同改正から2015年4月までは「豊川診療所前」を名乗っていた。
  - 日中は2時間に1本、阪急発着が運行される（復路の91系統も同様）。

### 茨木彩都線
2011年7月1日に開設された、茨木市街地と彩都を結ぶ路線。茨木側は平日早朝3往復と夜間1往復がJR茨木駅発着となる（土休日ダイヤでは朝の彩都西駅行き2本と彩都西駅発1本のみがJR茨木駅発着）。2017年8月8日から、彩都方面行きのみ、モノレール豊川駅へ乗り入れを開始したが、2021年12月18日のダイヤ改正により北向き国道豊川停留所新設に伴い豊川駅乗り入れは廃止された。
国道豊川より北側は対キロ制区間運賃となる。
JR茨木駅では7のりば、彩都西駅では2のりばから発車。
- 95系統：阪急茨木市駅（西口） - JR茨木駅 - 春日 - 中河原南口 - 下井 - 宿川原 - 豊川一丁目 - 清水 - 彩都あさぎ三丁目 - 彩都あさぎ - 彩都西駅
  - 日中は1時間に1本の運行。

### 茨木サニータウン線
茨木市北部の山間部に位置する住宅地・茨木サニータウンの住民の生活路線。
2021年12月18日改正から福井系統と桑原橋系統の一部便（昼間はほぼ全て）において連続運行がされていたが、サニータウンを跨いで両系統間を直通する利用者が少なかったことから2024年3月23日の改正で取りやめられた。
また2021年改正で「山手台二丁目」「山手台七丁目」の各停留所がそれぞれ「茨木山手台二丁目」「茨木山手台七丁目」に改称されたが、行先表示などでは現在も単に「山手台七丁目」と表記される。
JR茨木駅では9のりばから発車。2021年12月まで、桑原橋系統は2のりばからの発車であった。

#### 上福井系統
「福井系統」の名称で扱われることもある。
2024年までは茨木山手台七丁目を通過する86系統やJR茨木駅 - 中河原南口間で中央図書館前を経由する83系統も運行されていた。同改正で福井系統は87系統に一本化された。
福井より北側は対キロ制区間運賃となる。
- 87系統：阪急茨木市駅（西口） - JR茨木駅 - 春日 - 中河原南口 - 福井 - 上福井 - 団地入口 - 茨木山手台七丁目 - 茨木サニータウン
  - 日中は30分に1本、阪急発着・JR発着が交互に運行。
  - 1997年まではJR茨木 - 中河原南口間ノンストップの急行便も存在した。

#### 桑原橋系統
2007年12月10日から運行を開始（当初は11月末頃の予定だった）。
茨木サニータウンから茨木市駅への流動に関して、従来の上福井・JR茨木駅を経由するよりも速達性が見込まれるとして、長年茨木市議会で議論されてきたが、安威川ダムの建設工事に伴い府道46号からの乗り入れが可能になったことから、2006年5月に茨木市が阪急バスに改めて要望を出し、2006年度末に運行計画を進め、車作線の桑原橋発着系統延伸という形だけではなく福井系統から桑原橋系統への振り替えも含めて調整を行った。2015年4月1日より、一部の便をJR茨木まで延長。
安威より北側は対キロ制区間運賃となる。
阪急茨木市駅では山手台行きは3のりば、JR行きは4のりばを使用する。
- 77系統：JR茨木駅 - 阪急茨木市駅（西口） - 田中 - 三咲町 - 耳原 - 安威南口 - 安威 - 桑原橋 - 茨木サニータウン - 茨木山手台七丁目
  - 日中は1時間に1本、JR発着便が運行される。朝夕の一部便は阪急止まり。

### 忍頂寺車作線
茨木市街地から市北部の山間地域である忍頂寺や車作地区へと向かう路線で、以下のうち忍頂寺系統と車作系統は一部の区間で豊能営業所との共同運行を行っている。山間部の区間便や延長便などは豊能のみが管轄している（こちらを参照）。
なお、上述の茨木サニータウン線はかつて存在した大岩系統から派生した路線である。また茨木と摂津富田駅を国道171号経由で結ぶ茨木富田線も、後年は当路線の系統の1つとされていた。

#### 忍頂寺系統
1997年12月から2015年3月まで、余野系統は忍頂寺にて乗り継ぎとなっており、いずれの便も忍頂寺で乗り継ぎができるようにダイヤが組まれていたほか、通し運賃で乗車できる制度があった。
2016年6月6日より上福井 - 馬場間の経路が彩都中部地区（彩都あかね）を経由するルートに変更された。
茨木サニータウン線同様、福井より北側は対キロ制区間運賃となる。
JR茨木駅では奥・粟生団地系統とともに9のりばから発車する。
- 81系統：阪急茨木市駅（西口） - JR茨木駅 - 春日 - 中河原南口 - 福井 - 上福井 - 彩都あかね - 馬場 - 泉原 - 千提寺口 - 忍頂寺
  - 1日2往復のみ運行される阪急茨木市駅 - 忍頂寺 - 上音羽方面の便は豊能営業所の担当で、当営業所は阪急・JR茨木駅 - 中河原南口・忍頂寺間の系統を担当[注 9]。
  - 中河原南口から茨木方面の出入庫便もこの系統に含まれる。
  - JR茨木駅発中河原南口行きは土休日の最終便1本が深夜バスとして運行されている。茨木営業所内で降車扱いを行う。

#### 奥・粟生団地系統
山間部には入らず福井から西へ転換して箕面市内へ向かう。全便茨木管轄。
石橋線などと並走している。こちらは集落地の中を経由するルートとなっているため本数は多くなく、日中は2時間に1本の運行。大型車で運行されるが、少々狭隘な区間もある。
2015年4月のダイヤ改正にて平日の一部便を阪大外国語学部前経由の185系統に変更。同時に終点側の経路が循環形態から単純往復に変更された。185系統は2021年3月25日改正で廃止となり85系統に統合された。
沿線には私立学校が多いが、それぞれに各駅からのスクールバスが存在するため路線バスの利用率は高くはない。
- 85系統：阪急茨木市駅（西口） - JR茨木駅 - 春日 - 中河原南口 - 福井 - 宿久庄 - 山の口 - 中村 - 奥 - 粟生間谷西四丁目 - 粟生団地
  - 朝1往復のみJR茨木駅発着。

#### 安威団地系統
追手門学院大学安威キャンパスへの移動手段の1つとしての役割を持ち、2019年度に追手門学院中学校・高等学校が総持寺キャンパスに移転するまでは中高生の利用もみられた。終着の追手門学院前は、大学敷地内にスクールバスと共用の駐車場があり、阪急バスの乗務員の休憩・折り返しにも使用されている。
茨木市駅から三咲町・耳原方面への最短経路は田中経由で道なりに北上するルート（77系統など）だが、JR方面の輸送を重視していることから中央図書館前・畑田経由となり、阪急からのルートとしてはかなり遠回りとなっている。2021年12月改正まではより遠回りな春日経由の88系統も運行されていた。
2022年6月まで、畑田停留所は安威団地方面のみの停留所であり、現在の駅行きのりばは当時は三咲町停留所の中央図書館前経由駅行きののりばであった。
JR茨木駅では10のりばからの発車。
- 82系統：阪急茨木市駅（西口） - JR茨木駅 - 中央図書館前 - 畑田 - 三咲町 - 耳原 - 安威団地 - 追手門学院前
  - 駅発は日中時間帯以降は全て阪急発だが、駅行きについては2024年以降大半がJR止まりとなっており阪急行きは日中の3本のみとなっている。
  - 日中は2時間に1本の頻度で運行されている。

#### 車作系統
市北東部の車作地区へ向かう。車作から忍頂寺小学校前を経て忍頂寺・千提寺口へ延長運行を行う便は豊能が管轄している。
現在は路線名にも採用されている車作地区で折り返しているが、かつては「158系統」として京都府亀岡市の南掛まで運行されていた。乗客減少のため、1997年12月22日のダイヤ改正で系統番号を「79」に改めた上で、亀岡市との府境付近にある竜仙峡までの短縮および休日のみの運行になった。2007年6月24日をもって、安威川ダムの工事にあわせ府道46号の架け替えが行われることから、同年7月1日以降は現在の車作行き89系統として運行されている。
また車作へは現在の81系統と同一ルートで忍頂寺を経由して向かう系統も存在した。
この系統も茨木サニータウン線同様、安威より北側は対キロ制区間運賃となる。
阪急茨木市駅では3のりばから発車。
- 89系統：阪急茨木市駅（西口） - [経路 2] - 三咲町 - 耳原 - 安威南口 - 安威 - 桑原橋 - 車作
  - 茨木担当は茨木市駅 - 車作の平日2往復・土休日1往復のみの運行で、その他は豊能担当。

### メゾン千里丘線
茨木駅と山田駅・千里中央駅の間を、吹田市千里丘地区を経由して結ぶ路線。路線全体の半分以上にあたる山田樫切山 - 千里中央の区間は吹田市内線の岸辺駅方面と同一経路である。
中型車での運行が基本だが、大型車で運行される便もある。
JR茨木駅・千里中央共に10のりばからの発車。阪急茨木市駅発着便は設定されていない。
- 57系統：JR茨木駅 - 三保ヶ池 - メゾン千里丘 - 吹田東高校前 - 山田樫切山 - 山田宮ノ前 - 新小川 - 阪急山田駅 - 千里営業所前 - 津雲台七丁目 - 千里中央
  - 1997年12月に、モノレール茨木経由の146系統・新芦屋経由の147系統の経路変更かつ山田から千里中央への延伸という形で新設。
  - 昼間は通し運転が2時間に1本の設定。
  - 阪急山田駅 - JR茨木駅、山田樫切山 → JR茨木駅、三保ヶ池 → 阪急山田駅の区間便が設定されている。

### 粟生団地線
千里中央駅・北千里駅から箕面市南東部の住宅地を結ぶ路線。最南部は基本的に後述の小野原東線に任せ、当路線は主に国道171号以北かつ山間部以南のエリアへと向かう。
路線名となっている粟生団地停留所は粟生間谷西二丁目に位置する。巨大なロータリーを有し、案内所も設置されている。この路線の他には彩都線、箕面山麓線が乗り入れる。
箕面市内は東側が鉄道空白地帯かつ丘陵地であることから、2024年の北急延伸を受けるダイヤ改正までは最寄駅となる上記2駅へのアクセスを担う当路線は利用者数・本数・系統数のいずれも当営業所管内の路線では最大の規模を誇っていた。同改正以降も主に北千里駅へのアクセス維持のため、本数や系統数は大きく減らしながらも運行されている。またこの改正で朝ラッシュ時に阪急北千里駅折り返しの系統が設定された。
現在は豊能営業所が運行する北摂霊園系統を除くと千里中央から阪急北千里駅を経由する系統に統一されているが、過去にはこの法則からも外れた様々な系統が運行されていた。中には新設他路線のベースとなった系統もあり、箕面山麓線開設時に箕面駅乗り入れ系統が、彩都線開設時に青松園前経由便が統廃合されている（それぞれ詳細は後述）。2021年3月までは大阪大学外国語学部などへと向かう系統も存在した。
千里中央 - 北千里間を運行する系統はクローズドドアシステムを採用しており、北千里では郊外行きは乗車のみ、千里中央行きは降車のみの扱いとなっていたが、2021年12月の改正で郊外行きの阪急北千里駅降車が可能となった。千里中央行きは改正後も変わらず降車のみの扱いである。また千里中央 - 阪急北千里駅間は直行運転が行われている。
千里中央では5のりばから、阪急北千里駅では6のりばから発車。

#### 間谷住宅方面
北千里駅と小野原・粟生団地を最短経路で結ぶ。
粟生団地線の基本となる系統群で、北急延伸直前までは日中1時間あたり55系統が1本・56系統が2本、加えて小野原 - 粟生団地間を除き55系統と同一経路となる59系統（後述）も1本あり駅 - 国道 - 団地の合計運行本数は多かった。現行ダイヤでは日中56系統が1時間に1本のみと、他の系統と変わらない水準まで減便されている。一方で粟生団地への深夜バスが運行されている唯一の系統でもある（彩都線・箕面山麓線には深夜バスがなく、箕面萱野駅からは当該時間帯はバスを利用できない）。
- 55系統：千里中央 - 阪急北千里駅 - 今宮 - 新家 - 小野原 - 豊川住宅前 - 粟生団地
  - 粟生団地から北摂霊園へ向かう54系統の区間便扱いだったが、2009年4月29日の29系統運行開始から北急延伸までは粟生団地線のメイン系統の1つとして運行されていた。
  - 1997年12月22日改正までは152系統を名乗り、尼谷を経由していた[注 16]。2007年10月1日より、阪大外国語学部行きを51系統として分離（のちに廃止）。
  - 長らく日中にも運行されていたが、現在は朝夕のみの運行である。
  - 平日の千里中央発最終は深夜バスとして運行される。

- 56系統：千里中央 - 阪急北千里駅 - 今宮 - 新家 - 小野原 - 豊川住宅前 - 粟生団地 - 山の口 - 間谷住宅
  - 間谷住宅方面は前述したデマンドバスの改良型「間谷ミディバス」として運行していたのを一般路線化したもの。
  - 間谷住宅内は外回り方向のみの一方循環で、1（1のりば） → 2 → 3 → 4 → 5 → 1（2のりば）の順に経由する（下記箕面山麓線も同様）。
  - 間谷住宅内を循環した後に北千里・千里中央に戻る便と、住宅内循環後に間谷住宅1で運行を打ち切る便がある。現行ダイヤでは打ち切りが基本で、循環運行は平日の北千里駅発千里中央行き1本のみ。

#### 小野原西五丁目・尼谷方面
2024年3月23日改正で、それまで運行されていた小野原西五丁目・阪大口循環の70系統と尼谷経由粟生団地行きの59系統を統合し、さらに一般路線としては新規ルートとなる府道120号（途中、小野原旧街道停留所を新設）経由で小野原西五丁目・尼谷間を結ぶ58系統が新設された。
既存の59・78系統は同改正で本数が大幅に削減され、平日朝の片道3本ずつのみとなった。
- 58系統：千里中央 - 阪急北千里駅 - 今宮三丁目 - 小野原西五丁目 - 小野原旧街道 - 小野原 - 尼谷 - 粟生団地
  - 日中は1時間に1本運行。
  - 先代の58系統は2021年改正まで千里中央 - 阪急小野原住宅中央 - 粟生団地で運行されていた。
- 59系統：粟生団地 → 尼谷 → 小野原 → 新家 → 今宮 → 阪急北千里駅 → 千里中央
- 78系統：千里中央 → 阪急北千里駅 → 今宮三丁目 → 関西学院千里国際キャンパス
  - 駅発で関西学院千里国際キャンパスに停車する唯一の系統で、学校敷地内に乗り入れる。

#### 外院の里方面
住宅街となっている箕面市粟生外院3・4丁目のほぼ中間にある外院の里へのアクセス系統。
2021年12月の改正で60・62系統が新設されるまでは66系統がメイン系統で夕方以降は今宮経由で粟生団地へ向かう64系統（同改正で廃止）が運行されていたが、この改正で66系統は主に朝、62系統が日中、60系統が夕方以降の運行とされた。2024年の改正では66系統が再び主力となり、新設当時は循環運行が基本であった62系統は朝の千里中央方面行きのみとなった。これにより、阪急小野原住宅中央周辺は朝に駅行きが、夕方以降に駅発が数本乗り入れるのみとなった。
- 60系統：千里中央 → 阪急北千里駅 → 今宮三丁目 → 阪急小野原住宅中央 → 新家 → 外院の里 → 粟生団地
  - 片道のみの設定で夕方以降に1時間1本、平日5本・土休日4本運行。
- 62系統：外院の里 → 豊川住宅前 → 小野原 → 新家 → 阪急小野原住宅中央 → 今宮三丁目 → 阪急北千里駅 → 千里中央
  - 新設当時は日中1時間おきに千里中央発着の循環便が運行されていたが、現在は外院の里発千里中央行きの2本（平日はそれに加えて北千里駅止まり1本）が朝に運行されるのみとなっている。
- 66系統：千里中央 → 阪急北千里駅 → 今宮 → 新家 → 外院の里 → 豊川住宅前 → 小野原 → 新家 → 今宮 → 阪急北千里駅 → 千里中央
  - 2021年改正では朝夕のみの運行とされたが、2024年改正時に日中の運行（1時間に1本）を再開。

### 小野原東線
箕面市最南東端に位置し、市内屈指の人口密集地である小野原東地区と各駅を結ぶ路線。粟生団地線などが走行する国道171号線よりやや南側の通りを走行する。
ターミナルとなる小野原東停留所は、名前の通り小野原東六丁目に位置する。転回場を有し、終日にわたり多くのバスが折り返す。
住宅地自体が北急新駅より北千里駅の方が近く、駅付近から主に千里中央駅への学生利用も好調なことから、北急延伸後も旧来の北千里・千里中央行きの系統を中心とした運行形態となっている。
千里中央では12のりばから、阪急北千里駅では4のりばから発車。

#### 阪急北千里駅方面
1990年に新設。当時は175系統・千里中央 - 小野原東のみであった。
1998年に一部の便を富士火災まで延長、2000年に深夜バスの運行を開始、2007年に一部の便を豊川駅まで延長。豊川駅発着便を176系統とした。2015年4月1日のダイヤ改正で、金蘭千里中学校・高等学校の生徒輸送を目的とした金蘭会学園前行きの直行便が平日と土曜（いずれも朝の登校時間帯）に1本新設された。2017年8月8日のダイヤ改正で、175系統の富士火災乗り入れが廃止された。
運行距離が比較的短く鉄道駅に近いエリア内で運行が完結しているものの、利用客は多く日中でも20分に1本が運行されている。茨木営業所管内では最も運行本数が多い系統の1つ。
- 175系統：千里中央 - 東町三丁目 - 阪急北千里駅 - 金蘭会学園前 - 阪大口 - 小野原南 - 小野原東
  - 千里中央発については平日23時台の2本が深夜バスとして運行される。
- 176系統：千里中央 - 東町三丁目 - 阪急北千里駅 - 金蘭会学園前 - 阪大口 - 小野原南 - 小野原東 - 豊川駅
  - 175系統が均一運賃であるのに対しこの系統は整理券車。千里中央行きの時刻表でもこの点について明記されている。
  - 日中は1〜2時間に1本の運行。
  - 豊川駅のロータリーでそのまま折り返すのではなく、出入庫など茨木方面との回送を絡めた運用が多い。

#### 箕面船場阪大前駅方面
小野原東地区から最も近い北急駅となる箕面船場阪大前駅へ向かう。ラッシュ時間帯に数本のみ運行される社会実験路線。
- 177系統：千里中央 - 箕面船場阪大前駅 - 今宮四丁目 - 小野原西五丁目 - 小野原南 - 小野原東

### 彩都線
箕面駅・箕面萱野駅と彩都西駅を結ぶ路線。
2017年6月1日改正にて千里営業所担当路線として新設。ベースとなったのは粟生団地線の千里中央 - 粟生団地を白島・青松園前経由で結ぶ系統や、北大阪ネオポリス線の31系統などである。
2020年10月5日改正で茨木営業所担当になる。2022年7月16日改正までは粟生間谷西四丁目停留所は通過していた。
北急延伸までは千里中央発着で、千里中央 - 白島間ノンストップで運行される便も多かった。同延伸による改正時に一部便を阪急箕面駅へ延伸し、北大阪ネオポリス線23系統のうち彩都西駅発着の区間便を「粟生南系統」として当路線に編入した。箕面駅への延伸については、下記の箕面山麓線の経路変更と合わせて、白島線（千里中央 - 阪急箕面駅）の廃止による白島 - 箕面駅間のフォローの側面を持つ。
なお2004年3月から2007年3月19日までの期間にも「彩都線」を名乗る路線が運行されていたが、現行路線とは全く異なる運行形態であった。
2023年3月以降、管内の他の路線に先駆けて電気バスが運用に入るようになった。
基本となる循環系統は右回りと左回りがあり、路線別時刻表では前者にあたる21系統は粟生北先回り、後者にあたる22系統はあさぎ先回りと記載されている。日中はそれぞれ1時間に1本設定され、概ね30分間隔で交互に運行されている。
箕面萱野駅では2-Aのりばから発車。

#### 粟生北先回り
千里中央発着時代は千里中央 → 白島が無停車で、白島 → 千里中央が原則各停となっていた。現在は日中のみ終点が阪急箕面駅となっている。
彩都粟生北は二丁目 → 三丁目 → 五丁目の順に経由（下記22系統はこの逆）。
彩都西駅ではこの系統のみ2のりば発（彩都線のその他の系統は1のりば）。
- 21系統：箕面萱野駅 → 白島 → 白島北 → 青松園前 → 外院 → 粟生間谷西四丁目 → 彩都粟生南七丁目 → 彩都粟生北 → 彩都西駅 → 彩都あさぎ → 彩都あさぎ三丁目 → 粟生団地 → 外院 → 青松園前 → 白島北 → 白島 → 箕面萱野駅 → 白島 → 如意谷 → 阪急箕面駅
  - 始発便を含む早朝の平日2本・土休日4本は彩都粟生北二丁目始発。
  - 最終2本は彩都あさぎ三丁目止まり。

#### あさぎ先回り
千里中央発着時代は千里中央 → 白島が原則各停で、白島 → 千里中央が無停車となっていた。現在は日中のみ起点が阪急箕面駅となっている。
- 22系統：阪急箕面駅 → 如意谷 → 白島 → 箕面萱野駅 → 白島 → 白島北 → 青松園前 → 外院 → 粟生団地 → 彩都あさぎ三丁目 → 彩都あさぎ → 彩都西駅 → 彩都粟生北 → 彩都粟生南七丁目 → 粟生間谷西四丁目 → 外院 → 青松園前 → 白島北 → 白島 → 箕面萱野駅
  - 始発便を含む早朝の平日3本・土休日2本は彩都あさぎ三丁目始発。
  - 最終便は彩都粟生北二丁目止まり。

#### 粟生南系統
上述の通り2024年に北大阪ネオポリス線の区間便を編入した系統。ネオポリス線は全て箕面萱野駅発着となったのに対し、この系統は既存の循環便とともに一部が箕面駅へ延伸されたため、箕面萱野駅発着を除き現在はネオポリス線（箕面萱野駅 - 彩都西駅 - 希望ヶ丘・余野）の純粋な区間便ではなくなっている。
ネオポリス線として運行されていた時期は彩都西駅発着便はラッシュ時のみの運行であったが、編入後は大幅に増発され日中にも2時間に1本のネオポリス線と合わせて30分間隔で運行されている。
以上の経緯もあり、日中の3往復のみ豊能営業所も運用に入る。
彩都粟生南は西から七丁目 - 六丁目 - 五丁目となる。
- 23系統：阪急箕面駅 - 如意谷 - 白島 - 箕面萱野駅 - 白島 - 白島北 - 青松園前 - 外院 - 粟生間谷西四丁目 - 彩都粟生南 - 彩都西駅
  - 箕面萱野駅発着が基本で、阪急箕面駅延長便は朝夕に運行される。

### 粟生萱野線
発着地を箕面萱野駅とする点を除き、粟生団地線の66系統外院の里循環とほぼ同じ経路を走行する路線。運行距離の短さから社会実験路線の扱いとなっている。
箕面萱野駅では3-Aのりばから発車。
- 31系統：箕面萱野駅 → 今宮 → 新家 → 外院の里 → 豊川住宅前 → 小野原 → 新家 → 今宮 → 箕面萱野駅
  - 日中は1時間に1本、小野原止まりと外院の里始発が1本ずつ運行。夕方の一部便は循環運行となる。

### 箕面山麓線
箕面駅・箕面萱野駅と粟生団地方面を結ぶ路線。大阪府道9号箕面池田線（山麓線）を経由する。
1997年10月開設。当時は路線全体で循環運行を行っており国道171号を経由して小野原方面にも乗り入れていたが、2010年8月末で廃止された。以降も間谷住宅方面は36系統、箕面方面は37系統と方向により系統番号が異なっていたが、2021年12月18日の改正にて往復とも36系統へと統一された。またこの改正までは朝1便のみ36系統の箕面高校前始発便も設定されていた。
箕面萱野駅開業以前は箕面市内で運行が完結する唯一の一般路線であった。同駅開業に伴う改正で一部経路変更が行われ、如意谷住宅前経由で箕面駅 - 粟生団地方面を最短ルートで結ぶ経路から如意谷・白島経由で箕面萱野駅へ立ち寄るルートに変更となり、箕面駅・箕面萱野駅から外院までは彩都線全系統と同一ルートとなった。またこれにより山麓公園前停留所は廃止され、如意谷住宅前・萱野北小学校前の両停留所も豊能営業所管轄の如意谷線が経由するのみとなり箕面駅への一般路線バスは消滅した。
また延伸改正時に増発も行われているが、粟生団地をはじめ山麓線沿いの経路上各停留所から最寄り駅までの距離が一気に近くなることもあり需要が不透明なことから社会実験路線の扱いとなった。
箕面萱野駅では3-Bのりばから発車。
- 36系統：阪急箕面駅 - 如意谷 - 白島 - 箕面萱野駅 - 白島 - 白島北 - 青松園前 - 外院 - 粟生団地 - 山の口 - 間谷住宅
  - 日中は間谷住宅行きが1時間おきに運行される。この路線も現行ダイヤでは間谷住宅1打ち切りが基本で、循環運行となるのは平日朝3本・夕方1本、土休日夕方3本のみ。
  - 粟生団地発着や阪急箕面駅 - 箕面萱野駅の区間便が存在。

### 彩都もえぎ線
2022年新設。彩都もえぎ一丁目にある阪急阪神不動産の物流施設、ロジスタ・ロジクロス茨木彩都への通勤向けのバスで、阪急茨木市駅（西口）でJR茨木駅行きは降車のみ、ロジスタ・ロジクロス茨木彩都行きは乗車のみ取り扱う。その他の途中停留所は全て通過（安威停留所の手前まで77系統と同一ルート）。
経路上に狭隘路はないが、需要の面から基本的に中型車で運行。
JR茨木駅では10のりば、阪急茨木市駅では3のりばから発車。運賃310円。
- JR茨木駅 - 阪急茨木市駅（西口） - ロジスタ・ロジクロス茨木彩都
  - 朝夕に4往復の運行。

## コミュニティバス・特定輸送

### コミュニティバス
- オレンジゆずるバス
  - 箕面市から受託しているコミュニティバス[10]。詳細は当該項目参照。

### 特定輸送
- 関西大倉学園
  - 阪急茨木市駅・JR茨木駅をはじめ、千里中央駅・北千里駅・石橋阪大前駅[注 27]前に発着するスクールバスを運行している。車両には経年の高速バス用が使用されたが、近年は前扉のみを設けた専用車が新規に投入されている。

- その他、契約特定輸送（工場、倉庫などへの送迎バス）

## 過去の主な担当路線

### エキスポシティ線
2015年10月16日に運行開始。同年11月19日にエキスポランド跡地にオープンしたEXPOCITYへのアクセス系統である。
近鉄バス（鳥飼営業所）との共同運行。ただし、近鉄バスは途中全停留所に停車する各停便、阪急バスはJR茨木 - 日本庭園前間をノンストップとなる急行便で、開設当初は両社合わせて15分毎（交互に発車）のダイヤとなっていたが、2017年8月8日から、朝と夜の阪急バス担当便が減便、2018年3月19日からは平日の阪急バス担当便が全廃となった（近鉄バスも2018年8月4日以降、平日運休に変更）。
2023年3月26日の運行をもって当線の阪急バス担当便が休止、同年4月1日以降は近鉄バスのみが運行を継続する（阪急バスの運行分が純減となるため土休日30分毎に減便）。
この他万博記念公園敷地内を経由する路線として、千里茨木線の一部や阪大病院線などを管轄していた。詳細は千里営業所を参照。
- 100系統：JR茨木駅 → （無停車） → 日本庭園前 → 記念公園南口 → 万博記念公園駅（エキスポシティ前） → 記念公園西口 → 日本庭園前 → （無停車） → JR茨木駅

### 箕面 - 勝尾寺線
箕面駅と勝尾寺を途中無停車で結ぶ路線。所要時間は約30分。
2016年8月6日から運行を開始した。土日祝日のみの運行で、盆ダイヤ/年末ダイヤでも暦通り運行し、平日は運休。11月と年始も運休する。2017年7月30日に運行休止となった。
本路線では、hanica各種定期券(通勤/通学/スクールパス/グランドパス65)・環境定期券制度・PiTaPa登録型割引・スルッとKANSAI 2day/3dayチケットはいずれも利用不可であった。
- 箕面 - 勝尾寺（直行便）

### 深夜急行バス・スターライナー（大阪 - 茨木・高槻系統）
1997年に休廃止された、モノレール宇野辺駅付近及び富田 - 高槻間を復活させた。JR富田よりも先の各停留所は、この深夜便の降車専用とされており、他の路線は発着しなかった。平日深夜に1本運行されていたが、その後2017年4月1日から再び休止され、2018年3月31日をもって正式に路線廃止された。
- 大阪梅田（新阪急ホテルバスセンター）→ 桃山台駅 → モノレール宇野辺 → 下穂積 → JR茨木 → 阪急茨木 → 竹橋町 → 三咲町 → 総持寺前 → 国道富田 → JR富田 → 明治電々前 → 芥川 → 高槻市役所前 → JR高槻駅南 → 阪急高槻駅

### アマゾンシャトル
茨木市立中央図書館前にあるAmazon茨木フルフィルメントセンターへの従業員輸送用路線。JR茨木駅ではアマゾン茨木FC行きは乗車のみ、阪急茨木市駅（西口）行きは降車のみの扱い。その他の停留所は通過。
2023年4月20日の運行をもって廃止。
- 阪急茨木市駅（西口） - JR茨木駅 - アマゾン茨木FC

## 車両
2020年時点で阪急バス全営業所中最大の133台が在籍する。大型車が主体で、2000年代は中型ロング車も数を増やしていた。保有車種は国内大手4メーカー全て揃っており、ハイブリッド車等の低公害車も在籍する。
かつては天然ガス車も在籍してたが、2017年4月までに姿を消している。
忍頂寺車作線はじめ山間部を走行する路線に使用される車両は、車体後部にバックアイカメラを備えており、大型車については短尺車両を使用している。また、メゾン千里丘線と箕面山麓線では基本的に中型車が使用されていたが、2018年以降は順次中型ロング車が主体となり、箕面山麓線については2019年以降は順次大型車主体になっている。
2007年頃の車両の入れ替えでは、JR茨木・阪急茨木発着路線に新車を投入し、そこで捻出された車両を千里中央発着路線にまわすという傾向があり、このため前者の路線の車両はこの時点でほぼ全てノンステップバスあるいはワンステップバスとなっていたが、後者の路線はノンステップバス・ワンステップバスが各路線1〜2両ずつしか所属しておらず未だツーステップ車が主体であったが、2009年以降は千里中央発着系統も順次ノンステップバスあるいはワンステップバスが主体となり、現在では全車両がノンステップバスあるいはワンステップバスになっている。